# إريك تي هانسن
اريك تي هانسن (بالإنجليزية: Eric T. Hansen) هو مؤلف وصحفي وكاتب أمريكي، ولد في 3 يوليو 1960 في مدينة بيلينغام في الولايات المتحدة.